# کارلوس کارمونا (بازیکن فوتبال اسپانیا)
کارلوس کارمونا (انگلیسی: Carlos Carmona؛ زادهٔ ۵ ژوئیهٔ ۱۹۸۷) بازیکن فوتبال اهل اسپانیا است.
از باشگاه‌هایی که در آن بازی کرده‌است می‌توان به باشگاه ورزشی رئال مایورکا، باشگاه فوتبال رکریتیوو اوئلوا، باشگاه فوتبال رئال وایادولید، باشگاه فوتبال اسپورتینگ خیخون، و باشگاه فوتبال بارسلونا بی اشاره کرد.
وی همچنین در تیم‌های ملی فوتبال زیر ۱۶ سال اسپانیا، زیر ۱۷ سال اسپانیا، و زیر ۱۹ سال اسپانیا بازی کرده‌است.